# الرئيسة (فلم)
الرئيسة (بالإنجليزية: The Boss) هو فيلم كوميدي أمريكي إنتاج سنة 2016، من إخراج بن فالكوني وكتبه فالكوني، ميليسا مكارثي و ستيف مالوري. الفيلم بطولة مكارثي، كريستين بيل، كاثي بيتس، تايلر لبين وبيتر دنكليج. صدر الفيلم في 8 أبريل 2016، من قبل يونيفرسال بيكتشرز.

## قصة الفيلم
تدور أحداث الفيلم حول ميشيل دارنيل سيدة الأعمال والرائدة الصناعية الكبيرة التي يتم اتهامها بتعاملات غير قانونية لتدخل على إثره السجن، وبعد الإفراج عنها تحاول العودة مرة أخرى إلى المجتمع في صورة جديدة آملة في استعادة ثقة الجمهور مرة أخرى، لكنها تواجه صعوبات في تقبل الناس لها بعد تلك القضية.

## روابط خارجية
- مقالات تستعمل روابط فنية بلا صلة مع ويكي بيانات